# Lenape

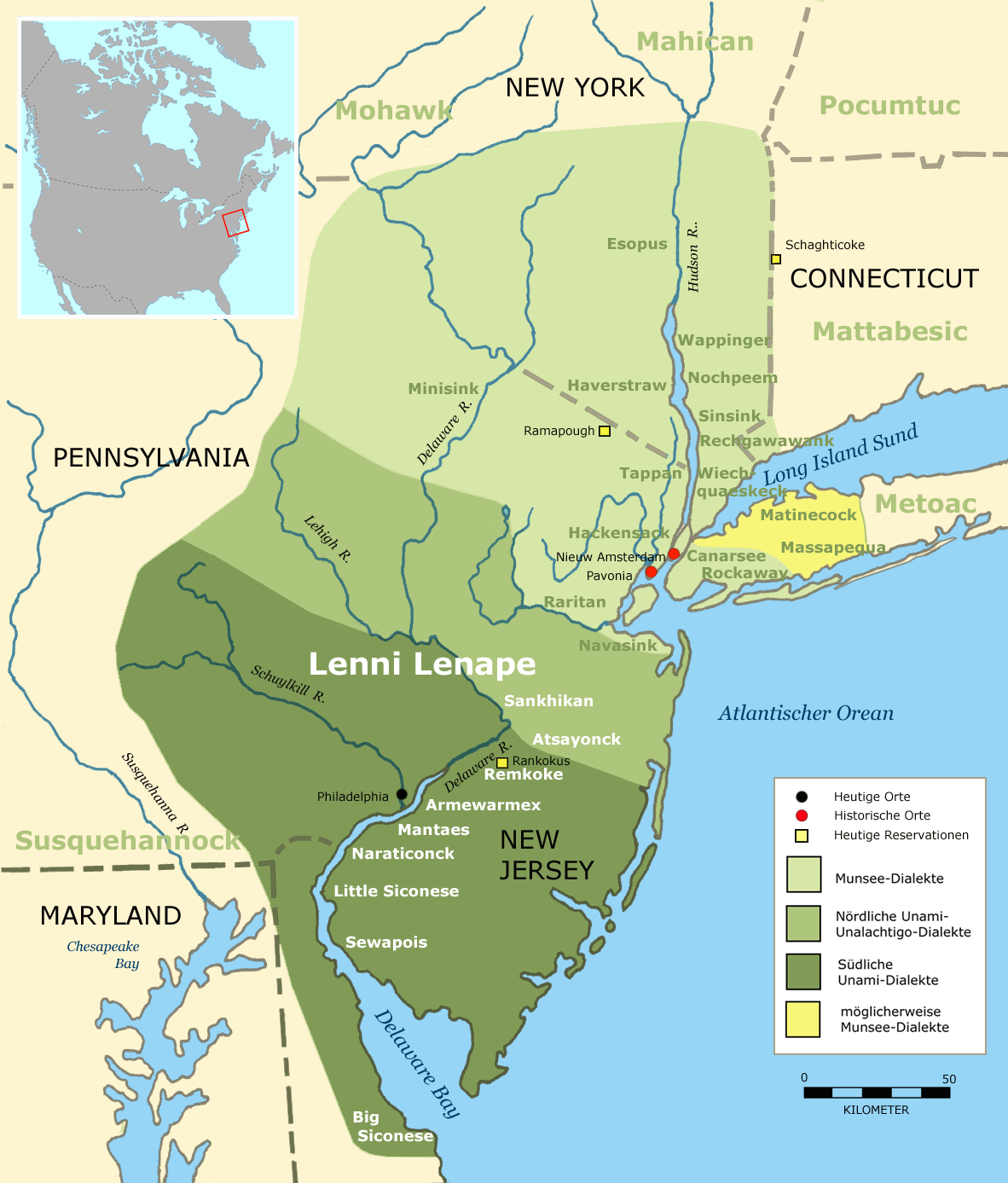
Mapa que describe el área en donde la lengua lenape se hablaba a la llegada de los europeos.

Los lenape o lenni-lenape son una de las 564 Naciones Indígenas norteamericanas actuales (amerindio) que vivían originalmente en lo que hoy son los Estados Unidos, más concretamente en lo que actualmente son los estados de Nueva Jersey, Pensilvania oriental, el sur del estado de Nueva York y el estado de Delaware.
Se estiman en 16 000 descendientes.
Su nombre, a veces escrito Lennape o Lenapi, significa "el pueblo". Se les conoce también como los lenapes lenni (la "gente de verdad") o como los indios de Delaware. En inglés este último nombre fue asignado a casi toda la gente Lenape porque vivían a lo largo del río Delaware que los colonos nombraron en honor de Thomas West, 3.er Barón De La Warr, gobernador de la colonia de Jamestown.

## Modo de vida
En el momento de la colonización europea en los siglos XVI y XVII, los lenapes vivían en la zona conocida como Lenapehoking, entre el Delaware y el río Hudson. Esto abarca lo que hoy son los estados de Nueva Jersey, el este de Pensilvania y todo el valle de Delaware, la costa norte de Delaware, y el sur de Nueva York, especialmente el valle de Hudson y el Puerto de Nueva York.
Los lenape eran una parte del grupo algonquino. En su idioma, ellos llamaban a su patria Scheyischbi, que significa "el lugar que se aproxima al océano".

## Sociedad
Las tribus indígenas norteamericanas son mejor entendidas como grupos lingüísticos, en lugar de "naciones." En la cultura indígena era normal que un miembro de la tribu lenape se identificase primero con su familia inmediata y amigos, luego con el pueblo; a continuación con otros pueblos de los alrededores que se unían en fiestas familiares, y después con los vecinos más distantes que hablaban el mismo dialecto, en última instancia, con todos aquellos en los alrededores que hablaban lenguas mutuamente comprensibles, incluido el de los mohicanos.
Entre los pueblos algonquinos, los lenapes eran considerados los "abuelos" de todos los demás pueblos de origen algonquino. En consecuencia, entre los consejos tribales, a la tribu lenape en estos siempre se les dio un lugar de respeto.
Ellos hablan dos lenguas algonquinas afines, conocidas colectivamente como idiomas Delaware: Unami y  Munsee.
La sociedad se organizó en clanes, determinado por descenso matriarcal. Los hijos heredan la pertenencia al clan de su madre. A la edad adulta, un lenape tradicionalmente se casaba fuera del clan, una práctica conocida por la etnografía como, "exogamia", de esa manera prevenían la práctica de la endogamia eficazmente, incluso entre personas cuyo parentesco era oscuro o desconocida.
Los primeros europeos, encontraron organización social matrilineal desconcertante. Debido a esto, los europeos a menudo tratando de interpretar la sociedad Lenape a través de la visión europea se confundían con los términos. Como resultado, los primeros registros escritos por los colonos están llenos de pistas acerca de esa primera sociedad lenape, pero por lo general, lo escrito por los observadores no acababa de cuadrar con lo que estaban viendo. Por ejemplo; el antepasado más cercano de un hombre varón era generalmente considerado como su tío materno (su madre, hermano), y no su padre, ya que su padre pertenecía a un clan diferente. Este concepto era a menudo incomprensible para los primeros cronistas europeos.
La propiedad de la tierra era colectiva. La tierra se asignaba a un clan en particular para la caza, la pesca y el cultivo. La propiedad privada individual de la tierra era desconocida, sino más bien la tierra pertenecía al clan colectivamente, mientras que la habitaban.
Los clanes vivían en asentamientos fijos, utilizando las zonas circundantes para la caza comunal y la siembra hasta que se agotaba la tierra. El grupo se trasladaba entonces a un nuevo asentamiento en sus territorios.
En el momento del contacto con los europeos, los lenapes practicaban la agricultura intensiva, siendo su cultivo principal el maíz. También practicaban la caza y pesca. Eran principalmente sedentarios, pero se movían en diferentes campamentos fijos establecidos por la temporada. Ellos desarrollaron sofisticadas técnicas de caza y gestión de los recursos naturales.
Según el colono neerlandés Isaac de Rasieres, que tuvo contacto con los lenape en 1628, el cultivo principal de la tribu fue el maíz, que plantaban en marzo. Se adaptaron rápidamente a usar herramientas de metal europea para esta tarea.
En mayo, plantaban frijol cerca de las plantas de maíz, que servía como apoyo para las enredaderas. En verano se dedicaban al trabajo en el campo y los cultivos se recolectaban en agosto. La mayoría del trabajo en el campo lo realizaban las mujeres, el trabajo agrícola de los hombres se limitaba a despejar y romper el suelo. La caza era la actividad principal durante el resto del año.
Otro colono neerlandés David de Vries, quien permaneció en la zona desde 1634 hasta 1644, describe una cacería de Lenape en el valle de la Achinigeu-Hach (o "Ackingsah saco", el río Hackensack), en la que cien o más hombres de pie en una línea de muchos pasos uno del otro, superando huesos de los muslos en sus manos para conducir a los animales del río, donde los podían matar fácilmente. Otros métodos de caza incluían lazar y el ahogamiento ciervos, así como formar un círculo alrededor de la presa y la quema de maleza.

Aquellos que hablaran una lengua diferente - como el iroqueses (o, en el idioma lenape, la Minqua) - eran considerados extranjeros, a menudo, como en el caso de la iroqueses, esta  animosidad y competencia abarcó muchas generaciones.

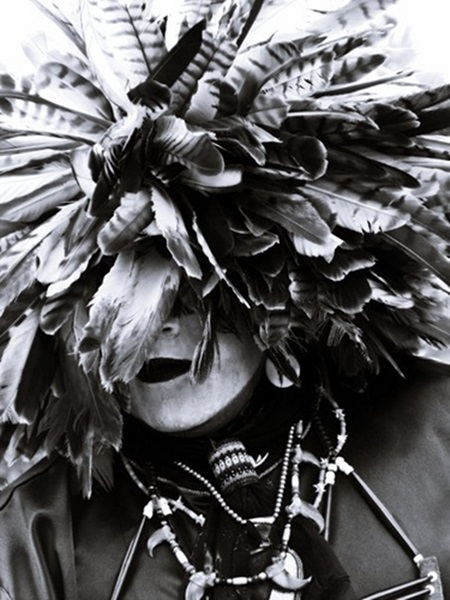
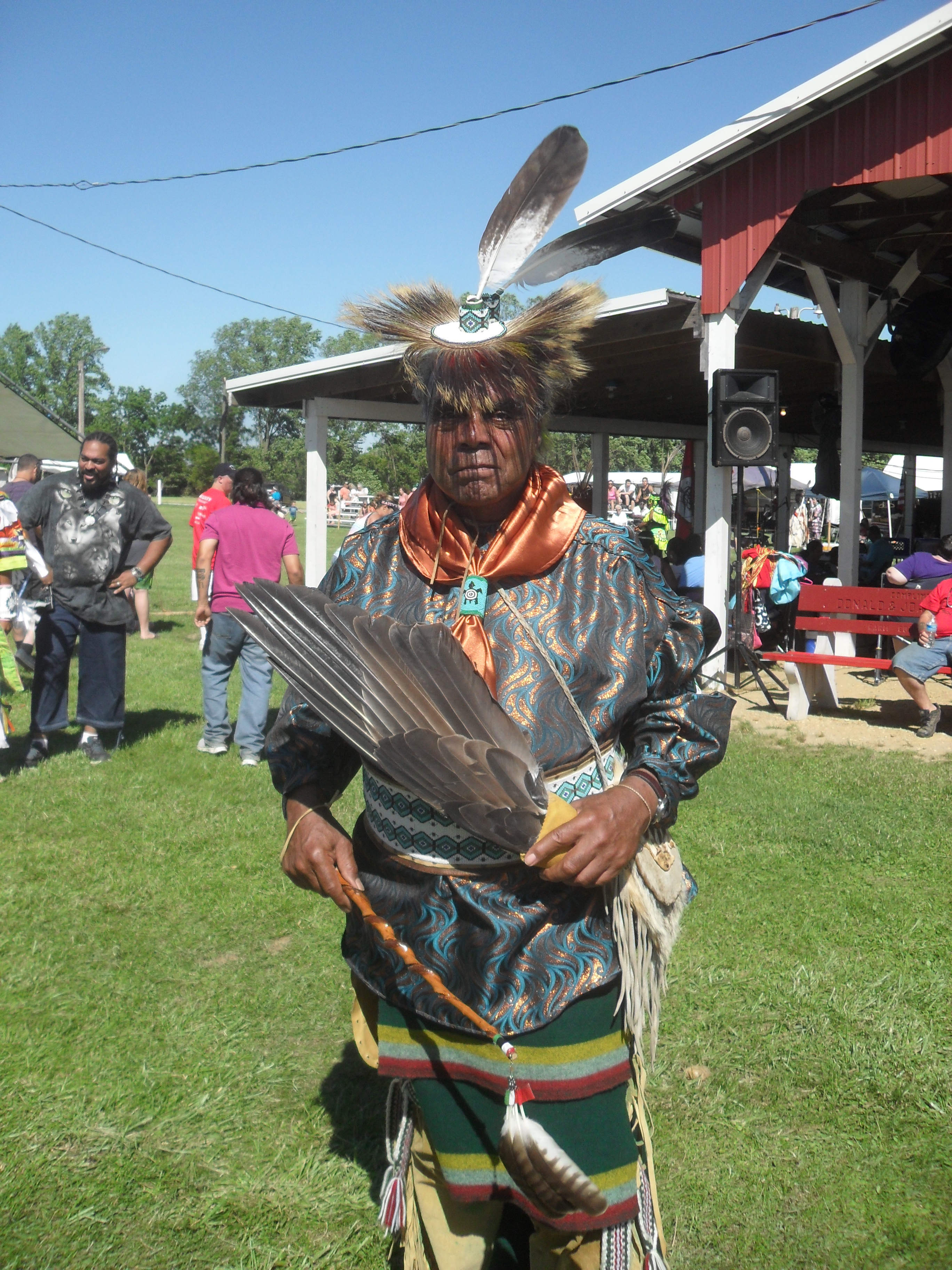
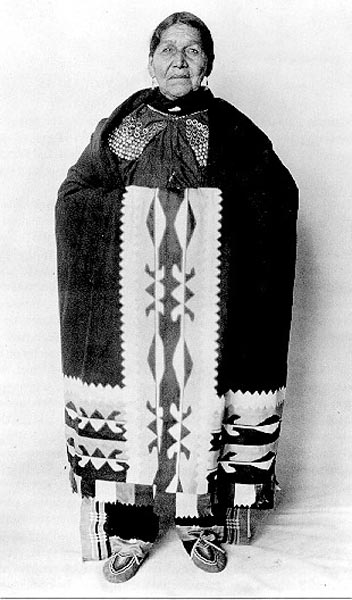
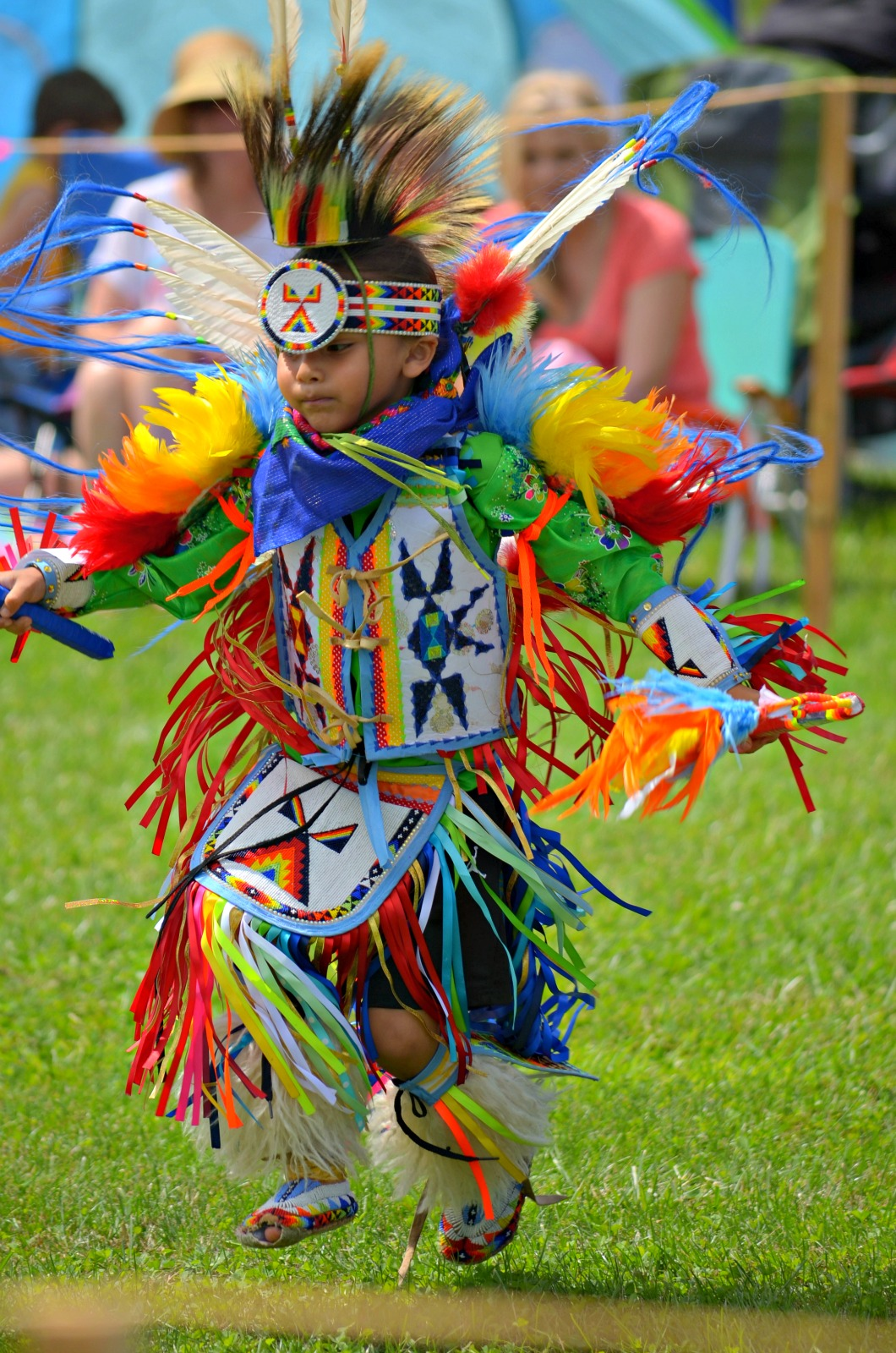
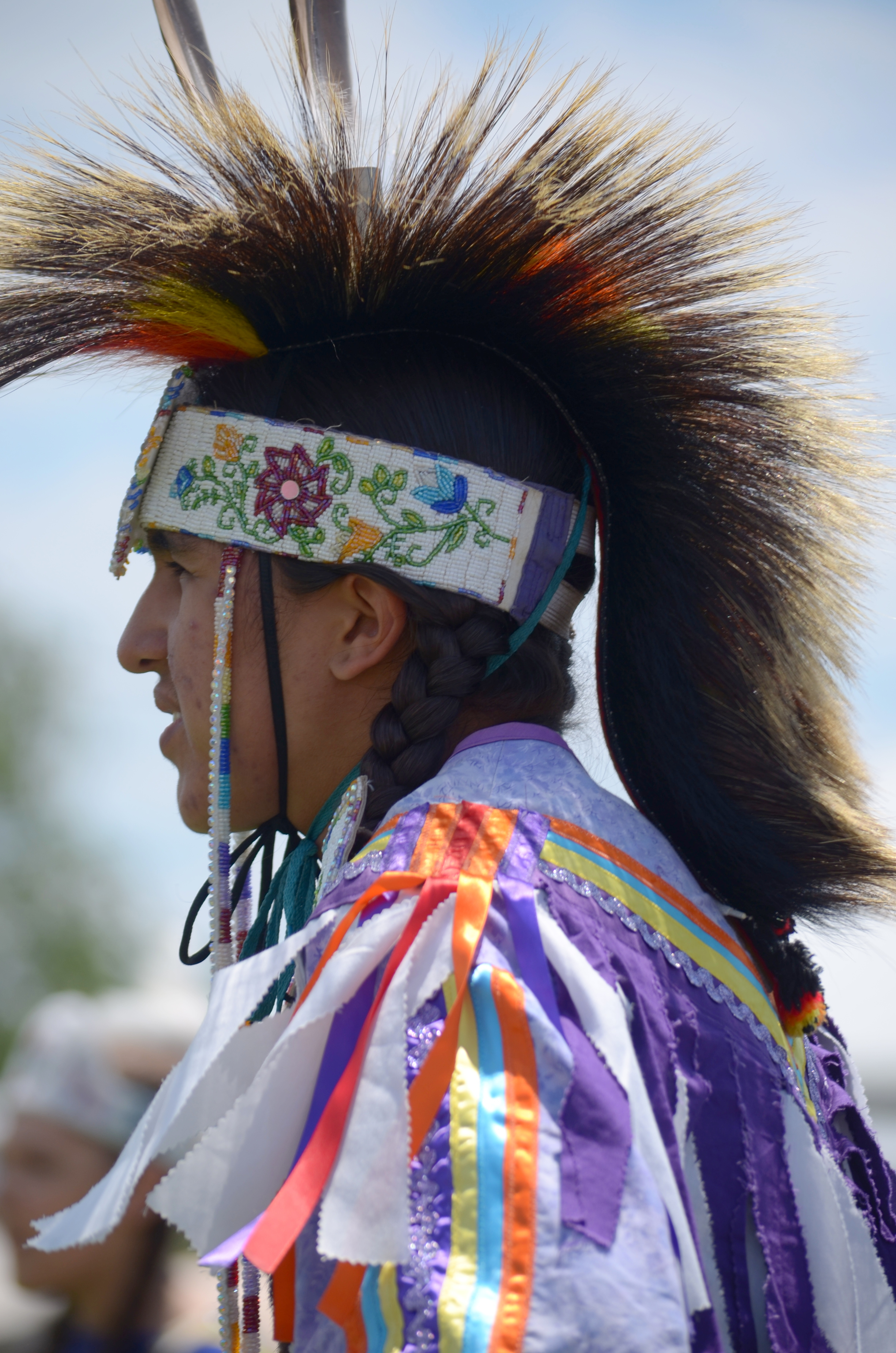
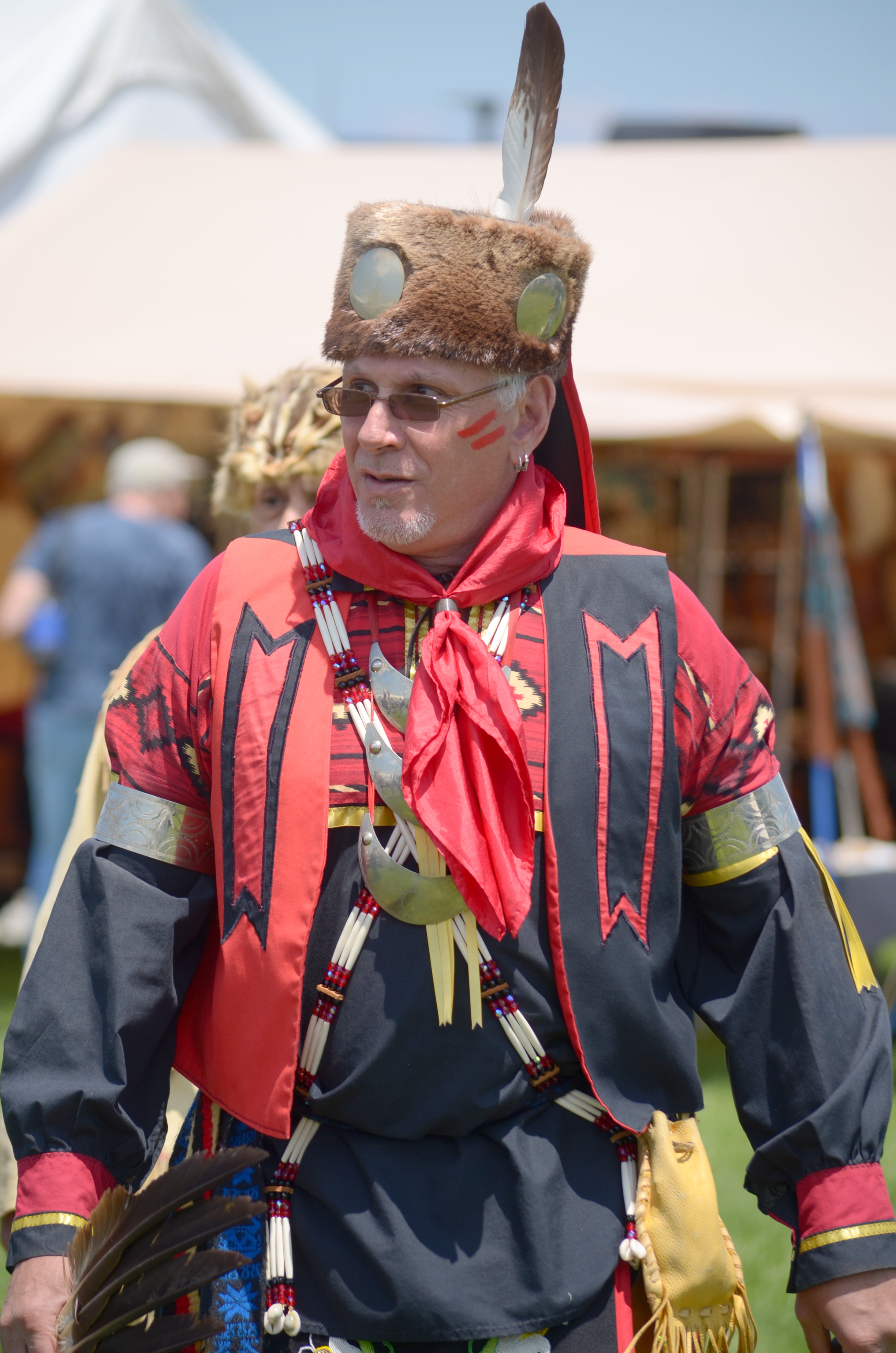
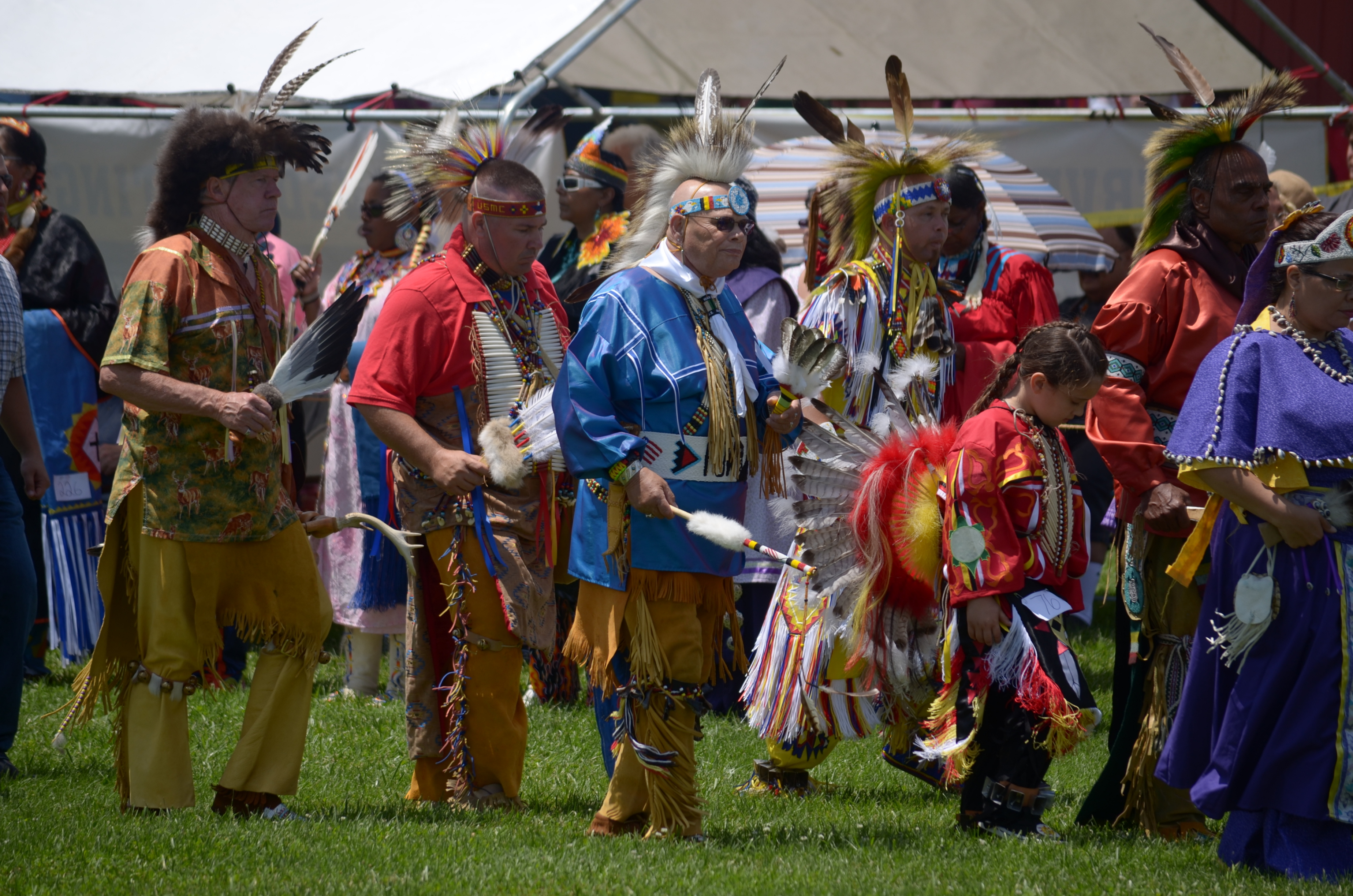
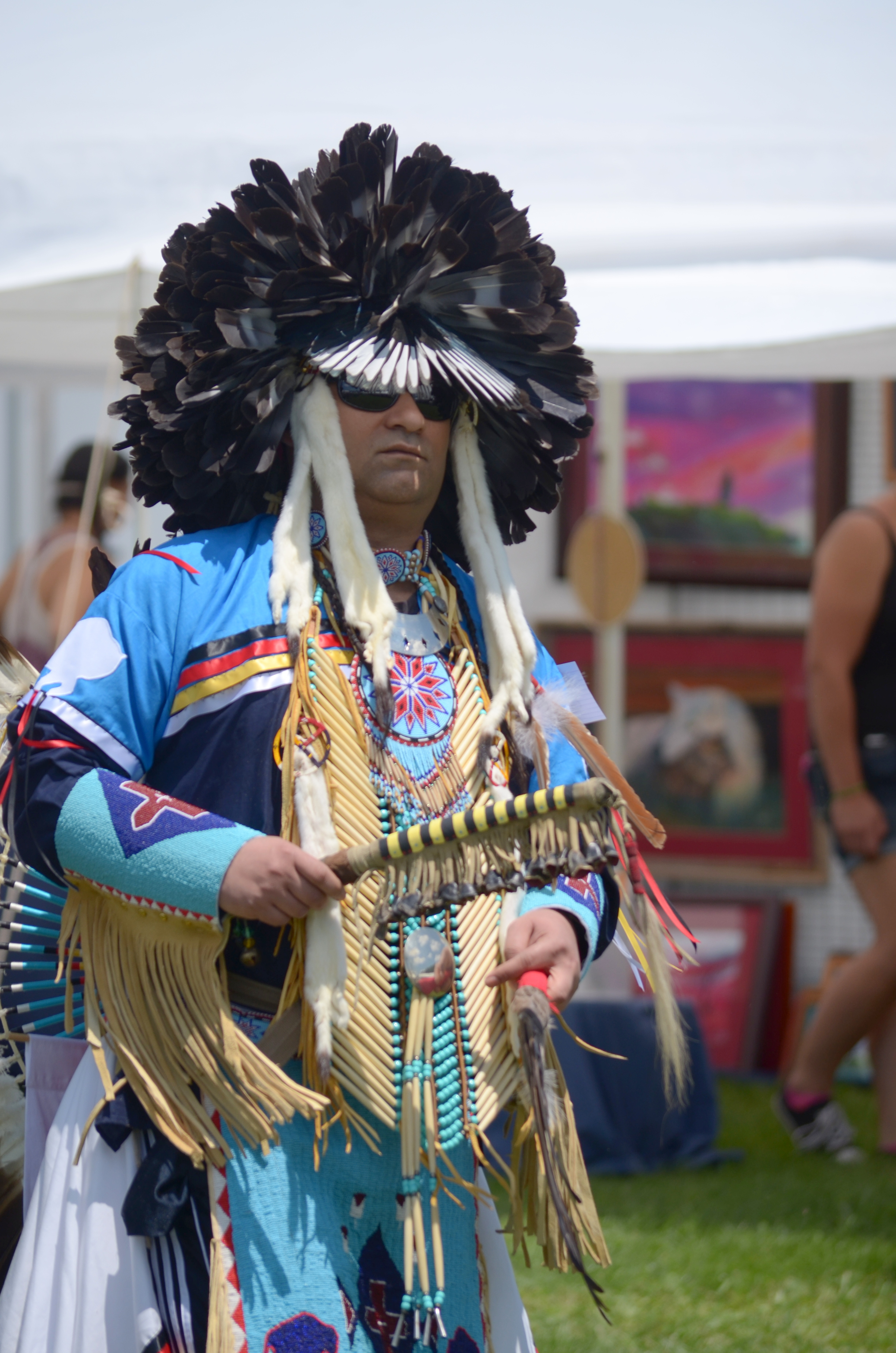
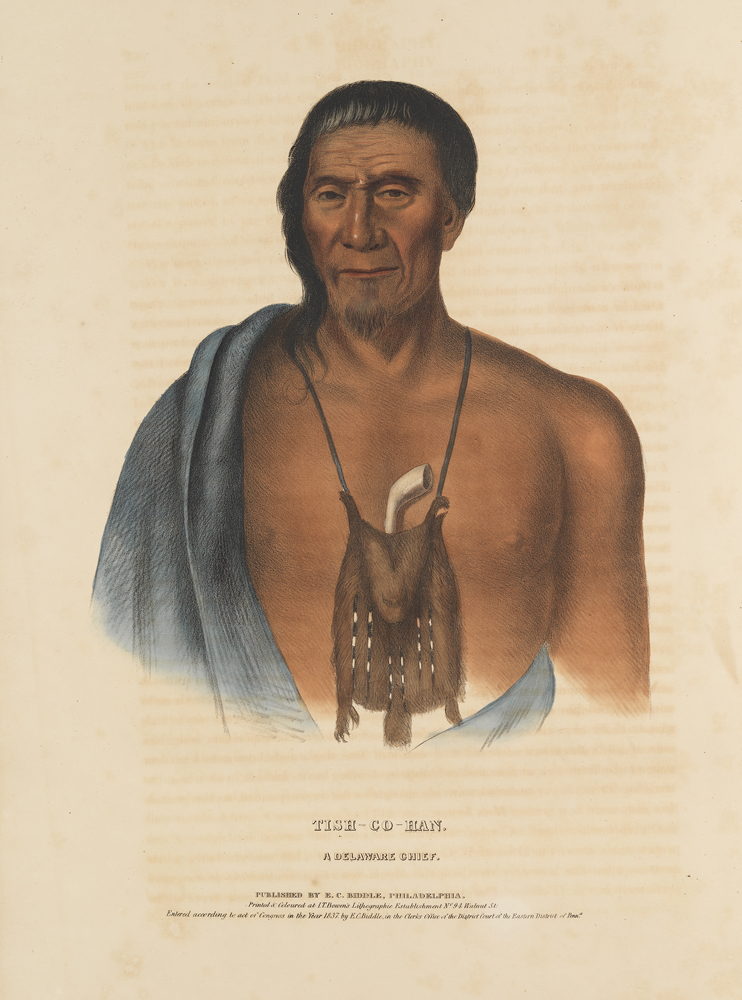
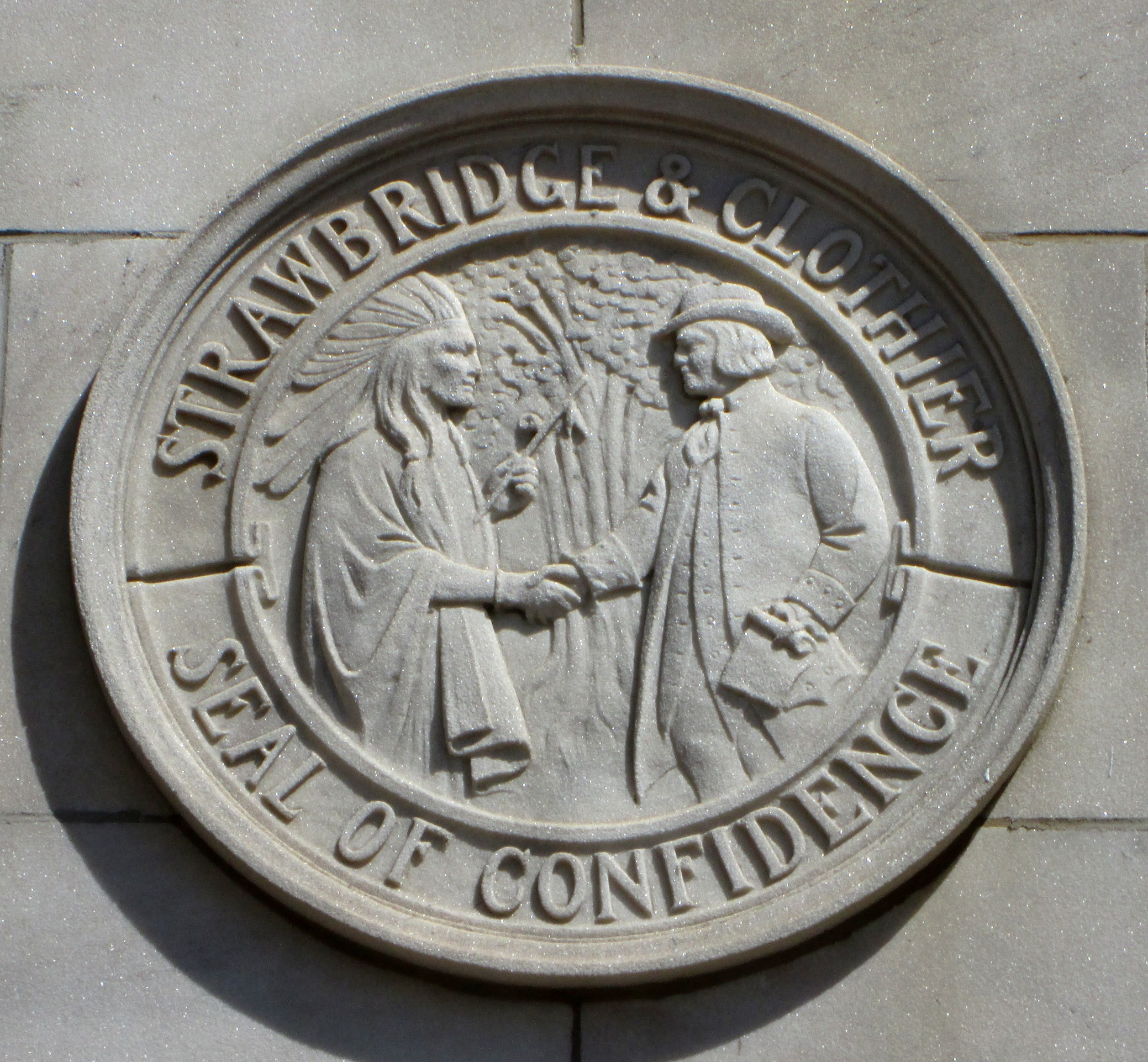
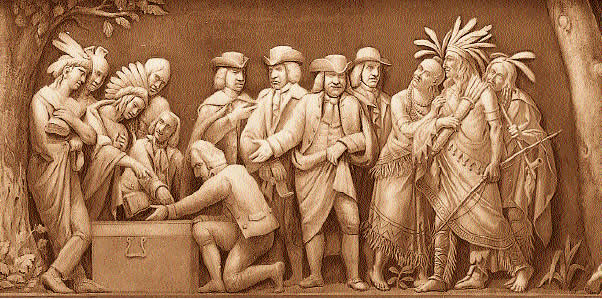
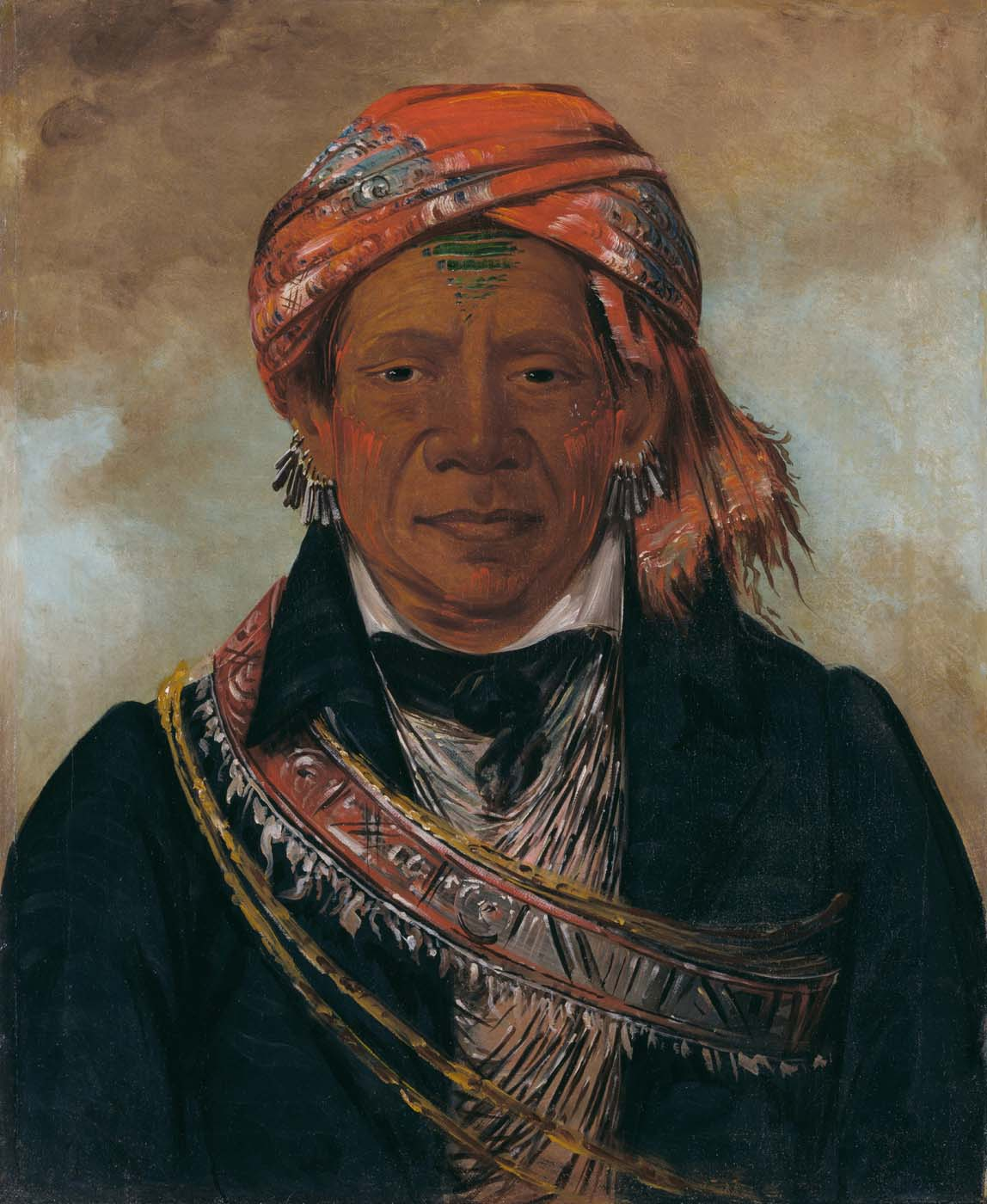
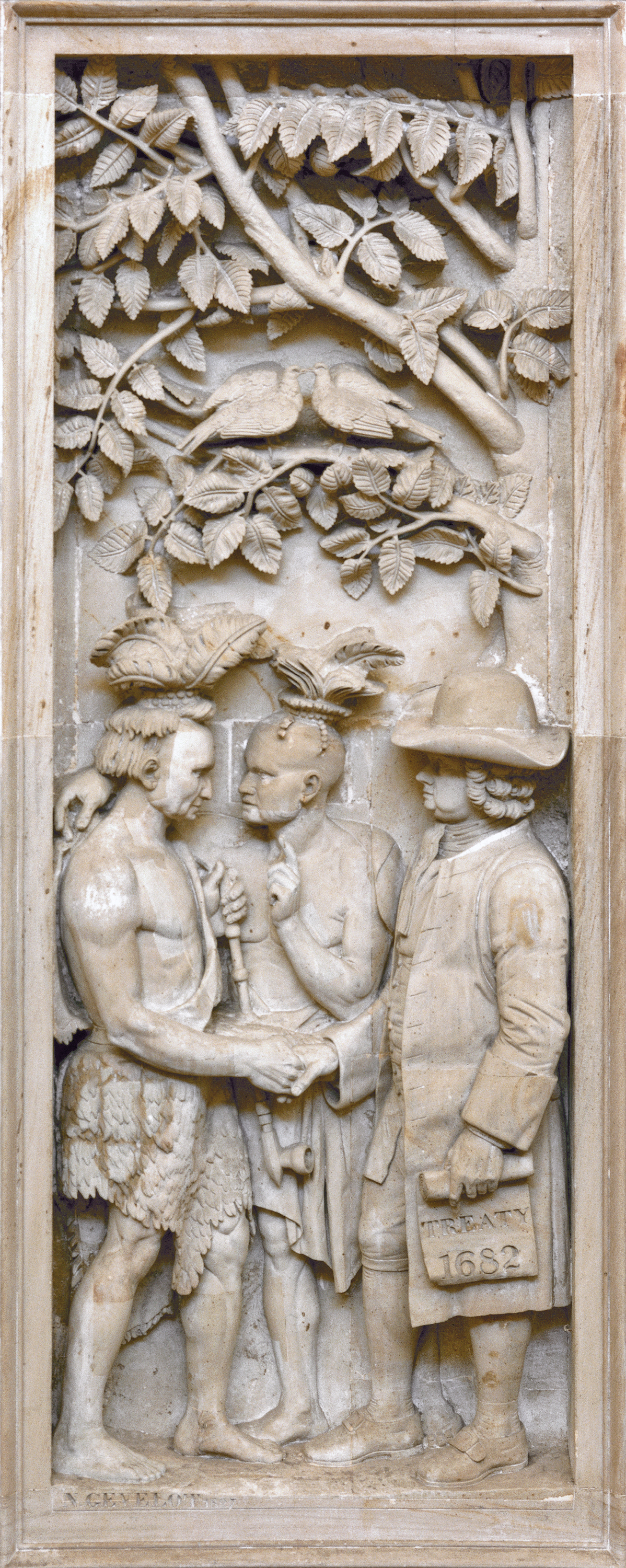
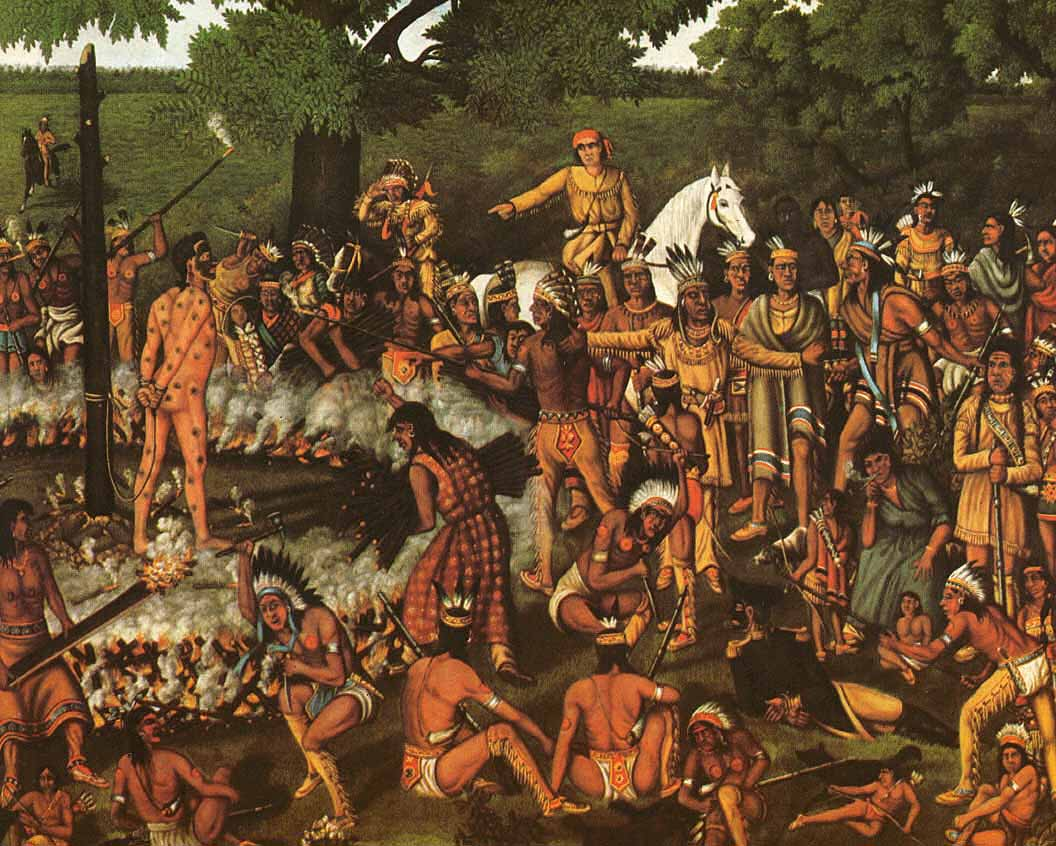
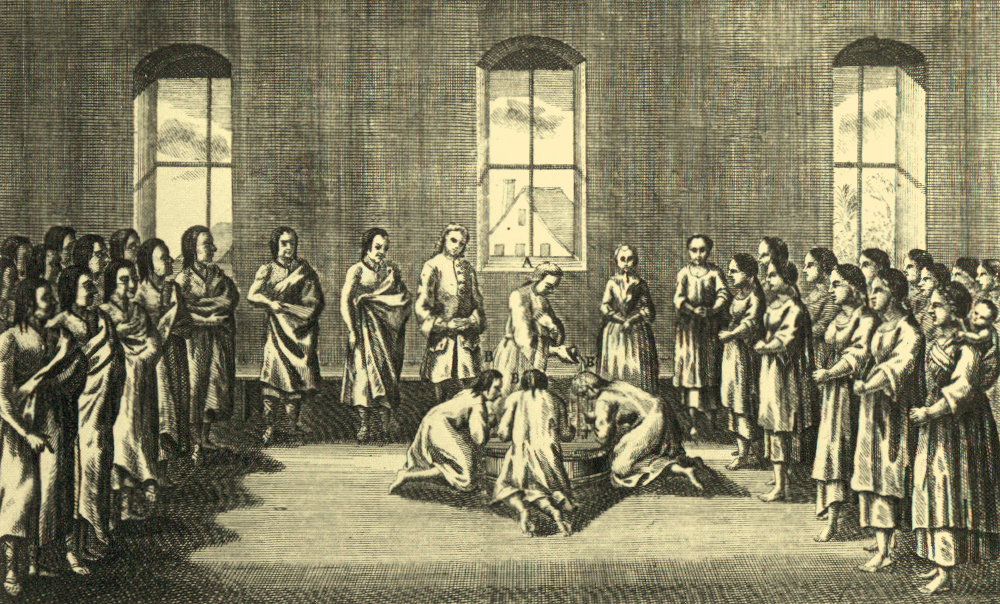
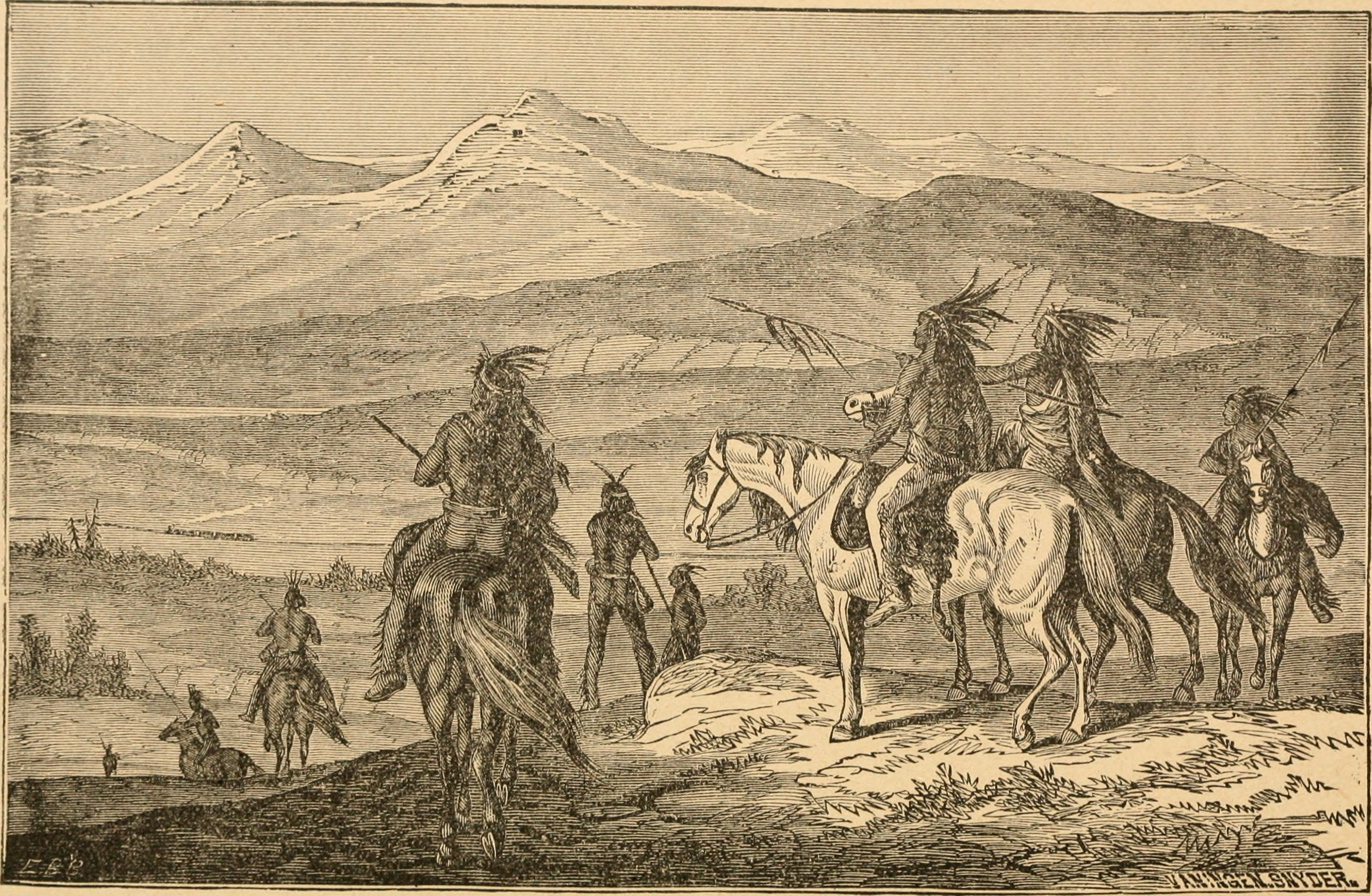

La etnia parece tener poca importancia para la tribu Lenape y muchas otras tribus norteamericanas. Las excavaciones arqueológicas han encontrado entierros munsee que incluía características claramente iroquesas y es común ver tumbas lenape junto a los de las minorías étnicas-algonquina munsee.
La enemistad y guerras entre estos dos grupos (los lenape y los iroqueses) fueron amargas, desde antes de la historia escrita, a pesar de matrimonios mixtos, quizás forzados por la toma de cautivos, lo que evidentemente ocurrió.

## Historia

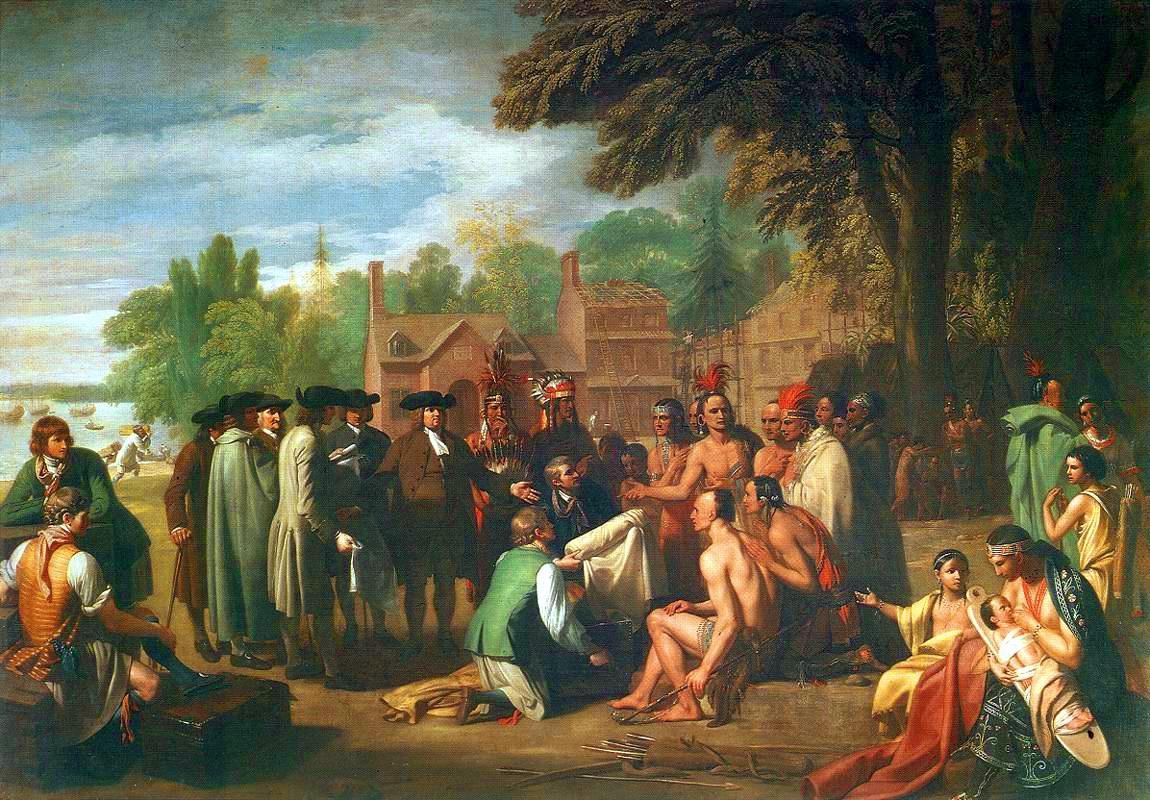
Pintura de Benjamin West hecha en 1771 que muestra a William Penn y a los jefes indios lenape en 1682 suscribiendo un tratado a las orillas del río Delaware

### Contacto con los europeos
Después de que los primeros exploradores holandeses llegaran a esta región de Norteamérica en 1609 bajo la dirección de Henry Hudson, el contacto principal entre los Lenape y los europeos fue principalmente por el comercio de pieles con consecuencias catastróficas para los lenapes, los colonos neerlandeses y el medio ambiente.
La población de castores y nutrias desapareció de la zona en muy poco tiempo y la población lenape se redujo a consecuencia de muertes causadas por nuevas enfermedades infecciosas, por conflictos subsecuentes con los europeos y por sus enemigos tradicionales, los Iroqueses de habla Conestoga.
Según la tradición, el 24 de mayo de 1626, Peter Minuit les compró la isla de Manhattan a 60 florines neerlandés, lo que supuestamente equivaldría a $24 dólares estadounidenses de la época (unos $1,000 dólares de 2006).
Los colonos neerlandeses fundaron un establecimiento que llamaron Zwaanendael —Valle de los Cisnes o bien Swan Valley, en la actual Lewes, Delaware— el 3 de junio de 1631. Esta tuvo una corta existencia, en 1632 los indios mataron a los 32 colonos holandeses después de una pelea por la insignia de la empresa neerlandesa de las Indias Occidentales, esta animadversión se intensificó.

En 1634, los susquehannocks fueron a la guerra contra los lenapes sobre el acceso al comercio con el neerlandés en Manhattan. La tribu lenape fue derrotada, y algunos eruditos creen que los lenapes pudieron haber pasado a ser tributarios de la susquehannocks. Después se refirió a la susquehannocks como "tíos". 

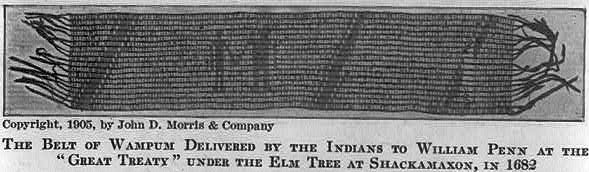
Cinturón ceremonial WAMPUN entregado por los indios lenape a William Penn al momento de suscribir el primer tratado de amistad entre los indios norteamericanos y los europeos en 1682.

La adopción rápida de mercancías europeas por los lenapes, y la necesidad de pieles para el comercio con los europeos, finalmente dio como desastroso resultado una sobreexplotación de la población de castores en la parte inferior del Hudson. Con la fuente de pieles agotada, los neerlandeses desplazaron sus operaciones al actual norte de Nueva York.
La población lenape descendió, debido a las enfermedades infecciosas y el deterioro. Las diferencias en las concepciones de los derechos de propiedad entre los europeos y los lenapes dieron lugar a una confusión generalizada entre los lenapes y la pérdida de sus tierras.
Después de la llegada de los colonos neerlandeses en 1624, la tribu lenape restringió exitosamente a la comunidad neerlandesa a Pavonia —cerca de la actual Jersey City— a lo largo del Hudson hasta 1655. Los neerlandeses finalmente establecieron una guarnición en Bergen, en donde se concentró la población al oeste del Hudson, en la provincia de Nuevos Países Bajos.

### sigloXVIII
Empezando en el siglo XVIII, la iglesia Morava estableció misiones entre los lenapes. Los moravos implantaron el pacifismo, así como una comunidad de estilo europeo entre los nativos americanos que vivían en las misiones. Esta postura pacifista causó conflictos con las autoridades británicas, que buscaban ayuda en contra los franceses y sus aliados indígenas americanos durante la guerra franco-india. Los moravos expulsaban de sus misiones a aquellos individuos que insistían en las prácticas tradicionales lenapes, finalmente Los moravos se mudaron junto a la población lenape a tierras en Ohio y Canadá. Los moravos de origen lenape que se asentaron de manera permanente en Ontario se les llama también cristianos Munsí.

Lapowinsa, Jefe de la tribu lenape, autor desconocido, 1737

En el Tratado de Easton, firmado entre la tribu lenape y el gobierno británico en 1758, los desplazó hacia el oeste, fuera de la actual Nueva York, Nueva Jersey, en Pensilvania, Ohio y luego más allá. Esporádicamente los británicos siguieron la invasión.
Durante la guerra franco-india, la tribu lenape inicialmente se puso del lado de los franceses. Sin embargo, líderes como Teedyuscung en el este y Tamaqua en las cercanías de la actual Pittsburgh cambiaron de bando y se aliaron con los británicos. Al finalizar la guerra, los colonos británicos siguieron matando gentes de la tribu lenape, a menudo estas matanzas eran tan fuertes que se decía entre la gente que los muertos indios en tiempos de paz superaron a los causados por la guerra. También, en 1762 hubo una epidemia de viruela y muchos lenape murieron de esa enfermedad.
En 1763 un lenape conocido como Bill Hickman advirtió a los colonos británicos de la región del río Juniata, que los lenapes pronto los atacarían. Se unieron en la Guerra de Pontiac, de los cuales muchos eran los indígenas americanos que sitiaron Pittsburgh. En abril de 1763 Teedyuscung murió cuando su casa fue quemada. Su hijo, el capitán Bull, respondió atacando colonos de Nueva Inglaterra, patrocinado por la Compañía Susquehanna, que vivió en el Valle del río Wyoming.
Los lenape fueron la primera tribu indígena en concertar un tratado con el gobierno de los Estados Unidos, con el Tratado de Fort Pitt, firmado durante la guerra de Independencia de Estados Unidos. La tribu lenape suministró al Ejército Continental guerreros y exploradores a cambio de alimentos. Se comenta que pudieron haber sido engañados por una promesa indocumentada en papel pero que existe en la tradición oral, para que ellos encabezaran un estado nativo americano al oeste de los montes Apalaches.

### SiglosXIXyXX
En el siglo XIX, el naturalista Constantine Samuel Rafinesque afirmó haber encontrado el Walam Olum, una historia religiosa supuestamente lenape, que publicó en 1836. Sin embargo, sólo existe el manuscrito Rafinesque, los comprimidos en los que ese escrito supuestamente se basada nunca fueron encontrados, o nunca existieron. La mayoría de autoridades y académicos consideran ahora al documento como un fraude.
Del mismo modo, décadas después de la disminución de la población de nativos Americanos de Long Island de Nueva York, el antropólogo amateur Silas Wood, publicó un libro en el que afirmaba que había 13 tribus tradicionales en Long Island llamadas colectivamente Metoac. Las investigaciones posteriores demostraron que solo hay dos grupos lingüísticos representando dos identidades culturales en la isla, y no "13 tribus", como afirmaba Wood.
La población lenape fue progresivamente desplazada por los colonos europeos y presionada constantemente para moverse hacia el oeste en un período de 176 años. Su grupo principal llegó a la región noreste de Oklahoma en la década de 1860. En el camino dejaron a muchos grupos más pequeños, en consecuencia hoy, desde Nueva Jersey y Wisconsin hasta el suroeste de Oklahoma, hay grupos que conservan un sentido de conexión con los antepasados que vivieron en el Valle de Delaware en el siglo XVII y con los primos en la diáspora lenape.
Los dos grupos más grandes actualmente son la Nación delaware en (Anadarko, Oklahoma), y la Tribu de indios Delaware de (Bartlesville, Oklahoma), quienes son los dos únicos grupos de la tribu lenape reconocidos federalmente por los Estados Unidos.
La mayoría de los miembros de la rama Munsee de los lenapes viven en tres reservas indias en Ontario del Oeste, Canadá, siendo la más grande la residente en Moraviantown, donde el clan Tortuga se estableció en 1792.
Las ramas de Oklahoma se establecieron en 1867, con la compra de tierras por los delawares a los cherokees, quienes hicieron dos pagos por un total de $438.000 dólares.
Una disputa judicial sobre si la venta incluía derechos de los ciudadanos de Delaware como dentro de la Nación Cherokee. El Dawes Act de 1887 anuló los asentamientos agrícolas de sus tierras. Bajo la Curtis Act de 1898, tribunales y sistemas gubernamentales indígenas fueron suprimidos por el gobierno federal estadounidense. Estas acciones fueron ideadas para acabar con la soberanía tribal y preparar el terreno para la incorporación de Oklahoma como estado en 1907. La Ley Curtis por ejemplo disolvió los gobiernos tribales y ordenó la asignación de las tierras tribales a los distintos miembros de las tribus. Los lenapes lucharon contra esa ley en los tribunales, pero perdieron y en 1899 los tribunales declararon que sólo habían comprado los derechos a la tierra durante la duración de sus vidas sin derecho a ser heredad para sus descendientes. Al final se les asignaron tierras en lotes de 160 acres (650.000 m²) en 1907, con las "tierras sobrantes" que no fue otra cosa más que un despojo, vendidas a no indios.
En 1979, la Oficina de Asuntos Indígenas (BIA) de Estados Unidos revocó la condición tribal de los Delaware entre los Cherokee de Oklahoma, y contó a los Delaware como Cherokees. Esta decisión se revocó en 1996, cuando fueron reconocidos por mandato judicial obligando al gobierno federal a considerar a los Delaware como una tribu separada.
La Nación Cherokee presentó una demanda judicial para anular ese reconocimiento a los Delaware. La tribu Delaware perdió de nuevo el reconocimiento federal en un fallo de 2004 de un tribunal a favor de la Nación Cherokee, pero lo recuperó el 28 de julio de 2009. El 28 de julio de 2009, los EE. UU. a través de Departamento del Interior notificó a la oficina tribales en Bartlesville, Oklahoma, que la Nación Delaware, volvía a ser una tribu reconocida federalmente. La tribu de Oklahoma se reorganizó bajo la Ley de Bienestar India. Los miembros aprobaron una constitución y estatutos en un voto de 26 de mayo de 2009. Jerry Douglas está sirviendo como actual jefe de la tribu.
En 2004, la tribu de Oklahoma, Delaware, demandaron al estado de Pensilvania por las tierras perdidas en 1800. Asunto que continúa ventilándose.
En el siglo XXI, la mayoría de los lenape residen en Oklahoma, y algunos viven en Kansas, Wisconsin y en Ontario, aunque algunos han logrado hacerse, por medio de la compra y donaciones, con sus tierras tradicionales.